# Городецкое (Старожиловский район)
Городецкое — деревня в Старожиловском районе Рязанской области. Входит в Столпянское сельское поселение

## География
Находится в западной части Рязанской области на расстоянии приблизительно 19 км на восток-юго-восток по прямой от районного центра поселка Старожилово на левом берегу речки Итья.

## История
Отмечалась еще на карте 1840 года. В 1858 году здесь учтено было две деревни: Малое Городецкое и Большое Городецкое, которые располагались в 1 км друг от друга. В 1897 году в них было учтено 34 и 16 дворов соответственно.

## Население
Численность населения: 205 и 164 человека для Малого и Большого Городецкого соответственно (1897 год), 5 человек в 2002 году (русские 100 %), 5 в 2010.